# Michel Godin
Michel Godin fue un deportista francés que compitió en esgrima, especialista en las modalidades de florete y espada. Ganó dos medallas en el Campeonato Mundial de Esgrima de 1934.

## Palmarés internacional
| Campeonato Mundial | Campeonato Mundial | Campeonato Mundial | Campeonato Mundial  |
| Año                | Lugar              | Medalla            | Prueba              |
| ------------------ | ------------------ | ------------------ | ------------------- |
| 1934               | Varsovia (Polonia) | Medalla de oro     | Espada por equipos  |
| 1934               | Varsovia (Polonia) | Medalla de plata   | Florete por equipos |